# James Bismark Holden
James Bismark Holden, né le 4 octobre 1876 et mort le 10 avril 1956, était un homme d'affaires et politique de l'Alberta au Canada. Il a été un député de l'Assemblée législative de l'Alberta de 1906 à 1913 et le maire de Vegreville de 1917 à 1945.

## Biographie
James Bismark Holden est né le 4 octobre 1876 à Singhampton en Ontario au Canada. Il s'est présenté aux élections pour la première fois lors d'élections partielles le 16 juillet 1906 en tant que candidat pour le Parti libéral de l'Alberta pour la circonscription de Vermilion dont il remporta le siège par acclamation. En 1909, une redistribution des circonscriptions électorales eut lieu et James Holden remporta les élections pour la nouvelle circonscription de Vegreville lors des élections de cette année. Il ne se présenta pas aux élections de 1913.
Après sa carrière politique au niveau provincial, James Holden tenta de poursuivre sa carrière au niveau fédéral en se présentant aux élections de 1917 dans la circonscription de Victoria, mais il finit second derrière William Henry White. Il la poursuivit ensuite au niveau municipal. Il fut maire de Vegreville de 1917 à 1945. Il se présenta à nouveau aux élections fédérales de 1921 dans Victoria, mais finit troisième. Il se présenta une troisième fois lors des élections de 1935 et finit cinquième et dernier des candidats dans la circonscription de Vegreville. Il mourut le 10 avril 1956 à Vegreville.

## Héritage

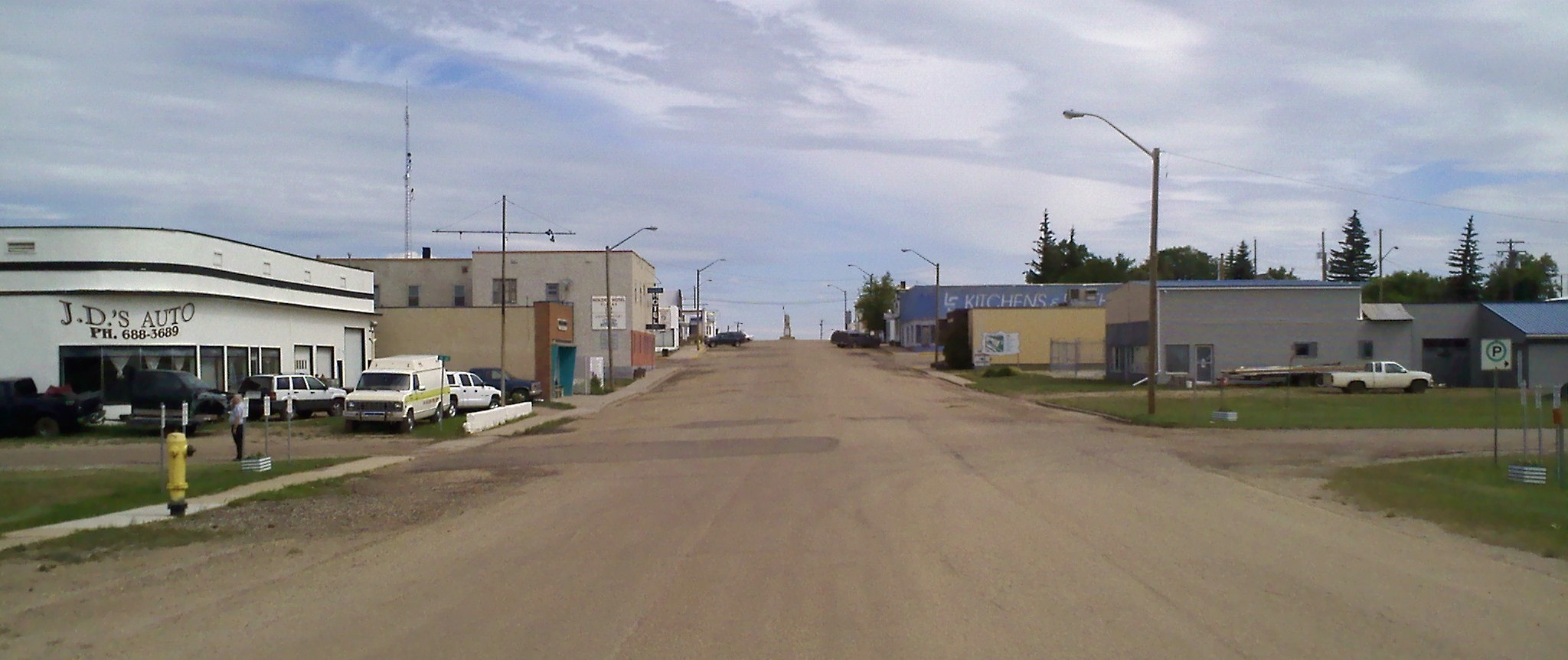
La rue principale de Holden en 2010

La ville de Holden en Alberta, fondée en 1905, est nommée en son honneur.

## Annexe